# Plouvien
Plouvien (tiếng Breton: Plouvien) là một xã của tỉnh Finistère, thuộc vùng Bretagne, miền tây bắc Pháp.

## Dân số
Người dân ở Plouvien được gọi là Plouviennois.